# Антоан-Жозеф Дезалје д'Аргенвил
Антоан-Жозеф Дезалје д'Аржонвил (Antoine-Joseph Dezallier d'Argenville, 1680–1765) француски хортикултуриста и малаколог чувен по књизи "Теорија и пракса вртларстава".

## Теорија и пракса вртларстава
У књизи Теорија и пракса вртларстава (La Théorie et la pratique du jardinage), која је анонимно публикована 1709, д'Аржонвил је сакупио искуства свог учитеља Ле Нотра, пруживши најбољи опис и теоретску обраду француских вртова. Она постаје кодекс за подизање вртова ван Француске, јер су до тада у Француској направљени сви значајни барокни вртови. Д'Аржонвил узима у разматрање све околности које сматра пресудним за оснивање врта. О томе да је вртна уметност домаћин свих других уметности и да уметник мора да има многоструко образовање Д'Аржонвил пише овако:
| „ | Он мора донекле да буде геометар, да се разуме у архитектуру, да зна добро да црта, да влада орнаментиком и познаје особености и деловање свег растиња које користи у лепим вртовима; треба да ствара лако, да је бистрог ума и да има од природе добар укус којим у себи одмерава лепо, а критикујући лоше улази широко у уметност вртова. | ” |

Четири основна правила за уређење вртова по д'Аржонвилу су:
1. уметност треба да чини уступке природи, тј. да јој се до извесне мере повинује;
2. врт не сме да је у сенци;
3. врт не сме да је превише разоткривен;
4. остварени део врта треба да делује као да је много већи од својих стварних размера.

У погледу саме композиције д'Аржонвил разликује следеће главне просторне елементе француских барокних вртова:
1. Партер
2. Главну перспективу
3. Plat-bandе (тракасте цветне леје)
4. Алеје
5. Bois et bosquetes (шуме и шумарци) и
6. Декоративне елементе